# Ambulances tous risques
Ambulances tous risques (Mother, Jugs & Speed) est un film américain réalisé par Peter Yates, sorti en 1976.

## Synopsis
Le film présente le quotidien difficile et mouvementé d'un groupe d'ambulanciers de Los Angeles confrontés aux situations les plus cocasses. Mais le comique, hélas, y côtoie souvent le drame...

## Fiche technique
- Titre : Ambulances tous risques
- Titre original : Mother, Jugs & Speed
- Réalisation : Peter Yates
- Scénario : Tom Mankiewicz et Stephen Manes
- Production : Joseph Barbera, Tom Mankiewicz et Peter Yates
- Photographie : Ralph Woolsey
- Montage : Frank P. Keller
- Pays d'origine :  États-Unis
- Format : couleur - 2,35:1 - mono
- Genre : comédie
- Durée : 95 minutes
- Date de sortie : 
  - États-Unis : 26 mai 1976
  - France : 22 décembre 1976[1]

## Distribution
- Raquel Welch (VF : Evelyn Selena) : Jugs (Jennifer)
- Bill Cosby (VF : Jean-Louis Maury) : Mère
- Harvey Keitel  (VF : Philippe Ogouz)  : Tony Malatesta
- Allen Garfield  (VF : Jacques Dynam)  : Harry Fishbine
- L.Q. Jones  (VF : Claude Joseph)  : Sgt. Davey
- Bruce Davison (VF : Georges Poujouly) : Leroy
- Dick Butkus  (VF : Raoul Delfosse)  : Rodeo
- Larry Hagman  (VF : Marc De Georgi)  : Murdoch
- Severn Darden  (VF : Jacques Ferrière)  : Moran
- Allan Warnick  (VF : Serge Lhorca)  : Bliss
- Bill Henderson  (VF : Henry Djanik)  : Charles Taylor
- Toni Basil : Drogué
- Edwin Mills : Docteur du dogué
- Queenie Smith (non créditée) : rôle indéterminé

## Autour du film
Le titre original Mother, Jugs & Speed désigne par leur surnom chacun des trois protagonistes principaux du film, respectivement joués par Bill Cosby, Raquel Welch et Harvey Keitel :
En annexe de son caractère presque affectif, « Mother » est également l'abréviation « black slang » (argot afro-américain) du très vulgaire « motherfucker » (forme imagée de « sale enfoiré »). « Jugs » (« pichets ») désigne sans élégance la forte poitrine de la secrétaire. Quant à « Speed » (« vitesse »), le surnom fait à la fois référence à la conduite rapide de l'ambulancier et à son implication non avérée dans une affaire de drogue.